# Eva-Maria Geisler
Eva-Maria Geisler, ab 1980 auch Eva-Maria Geisler-Bisinger (* 29. Januar 1936 in Dresden; † 12. Juni 2005 in Wien), war eine deutsch-österreichische Malerin, Grafikerin und Illustratorin.

## Leben
Eva-Maria Geisler wurde als Tochter einer Soubrette geboren. Die Eltern trennten sich früh und Geisler wuchs bei der Mutter in Blasewitz auf. Als Kind durchlitt sie die Bombennächte in Dresden. Im Herbst 1945 sprang sie nach dem Ausfall der Hauptdarstellerin ein, kam so ebenfalls zum Theater und war, bis sie 15 Jahre alt war, der Kinderstar der Theatergruppe.
Danach widmete sie sich dem Zeichnen und nahm Unterricht bei einem Zeichenlehrer. Noch im jugendlichen Alter studierte Eva-Maria Geisler von 1953 bis 1954 an der Kunstakademie Dresden. Ein Jahr später folgte die Flucht nach West-Berlin zusammen mit ihrem Bruder Hans Joachim Geisler.  Von 1955 bis 1960 studierte sie an der Hochschule für bildende Künste Berlin bei Hans Jaenisch und Ernst Schumacher. Schumacher war bekannt dafür, dass er keine Frauen in seine Kunstklassen aufnahm – bei Geisler machte er eine der wenigen Ausnahmen. Erste Aufenthalte auf der süditalienischen Vulkaninsel Stromboli wurden prägend für sie. Im Jahr 1956 richtete sie eine Ausstellung der während eines Auslandssemesters entstandenen Bilder in Castellammare di Stabia (bei Neapel) aus. In ihren frühen Jahren wohnte sie in einer Turmstube am Wannsee, wo sie auch ihr Atelier hatte und sich unter anderem auf eine Ausstellung in den Hilton-Kolonnaden in Berlin vorbereitete. Wenn sie kein Geld hatte, fuhr sie von dort per Anhalter in die Stadt. Schon Anfang der 1960er Jahre feierte Geisler unkonventionelle Atelierfeste in Berlin, die das Lebensgefühl der damaligen Berliner Kunstjugend widerspiegelten, die sich den teilweise schwierigen Verhältnissen dieser Zeit anpassen musste. In den folgenden Jahren nahm sie an vielen Berliner Ausstellungen teil und gestaltete eine Ausstellung mit in Paris entstandenen Bildern in der Maison de France in Berlin.
Sie bewegte sich schon früh in Berlins Künstlerkreisen und war mit vielen Künstlern befreundet, wie z. B. mit Friedrich Schröder Sonnenstern und Heinz Otterson. Bis 1980 war sie auch Mitglied im Berufsverband Bildender Künstler*innen Berlin.
Geisler war in den 60er bis 80er Jahren regelmäßig in der Westberliner Kunstszene vertreten. Besonders ihre lebensgroßen Porträts waren geschätzt – beispielsweise gab der Maler Johannes Grützke eines in Auftrag. Sie veranstaltete regelmäßig in Berlins Künstlerkreisen berühmte Feste, bei denen sich über hundert Menschen versammelten und nicht selten der Maler, Starkdeutsch-Erfinder und Hobbyfotograf Matthias Koeppel die Menge auf Fotos festhielt. Eines dieser damals bekannten Feste war das „Staubflockenfest“, ihre „Antwort auf die keimfreie Hausfrauenideologie“. Ohne im strengen Sinne Teil von ihr zu sein, bewegte sie sich in dieser Zeit im Freundeskreis der Schule der neuen Prächtigkeit, die neben einem Gedicht an Eva-Maria ihr Selbstporträt mit Puppe (Ölkreide auf Pappe) in ihrem Almanach abdruckte.
Eine wichtige Station ihres Lebens war ihre Hochzeit mit dem Lyriker Gerald Bisinger im Jahre 1980. Die Hochzeit wurde im Literarischen Colloquium Berlin am Wannsee als „Ehebund zwischen Poesie und Malerei“ gefeiert. Diese Ehe war für die künstlerische Entwicklung zwischen beiden Polen sowohl für Geisler als auch für Bisinger von Bedeutung.
Neben der Malerei schmückte sie auch die von Hand eingebundenen und signierten Lyrikbände ihres Mannes aus. Diese Bände entstanden im Umfeld der Berliner Malerpoeten (Kreuzberger Bohème) um Aldona Gustas und Kurt Mühlenhaupt im Kreuzberger Verlag „Atelier-Handpresse“ von Hugo Hoffmann.
1986 zog Geisler nach Wien und wurde österreichische Staatsbürgerin. Auch in Wien lebten Geisler und ihr Ehemann in Künstlerkreisen und für die Kunst. Im selben Jahr betätigte sie sich auch als Herausgeberin und gab anlässlich des 50. Geburtstags ihres Ehemanns einen kleinen Band mit Gedichten und Texten heraus. Darin schrieb sie: „Eva-Maria Geisler, Gerald Bisingers Frau, hat zahlreiche Briefe verschickt und viele Freunde eingeladen daran mitzuwirken; dreißig sind ihrer Bitte gefolgt.“ Entstanden ist ein kleiner Band in limitierter Auflage mit Beiträgen von Richard Anders, H.C. Artmann, Aldona Gustas, Ludwig Harig, Ernst Jandl, Oskar Pastior, Wieland Schmied, Klaus Reichert, Ute Erb, Urs Widmer, Ludwig Gosewitz, Milli Graffi, Konrad Balder Schäuffelen und vielen mehr. In diesem Band kommt unter anderem ihr Ehemann als Widmungsträger eines heiteren Sprachspiels Ernst Jandls zu Ehren, das einige Jahre später in dessen „idyllen“ erschienen ist: „mann & frau / in der welt des deutschen / 2. folge // gerald bisinger zum 50. geburtstag“.
In jungen Jahren nach West-Berlin geflüchtet, nahm sie wenige Tage nach der Wiedervereinigung im Jahre 1990 an der Ausstellung Ausgebürgert. Künstler aus der DDR und aus dem Sowjetischen Sektor Berlins, 1949–1989 im Albertinum Dresden und den Deichtorhallen Hamburg teil, in der es u. a. darum ging, die vor dem Regime geflüchteten, unangepassten Künstler zu rehabilitieren.
An der Stelle ihres Mannes nahm sie 1999 den ihm wenige Tage nach seinem Tod verliehenen Österreichischen Würdigungspreis für Literatur entgegen.
Seit 2000 arbeitete sie an der Poetenserie für die Grazer Autorinnen Autorenversammlung (GAV). Im Jahr 2005 stellte sie die Serie gemeinsam mit der GAV im Literaturhaus Wien aus. Sie enthält unter anderen Porträts von Friederike Mayröcker, Andreas Okopenko, Elfriede Gerstl, Marie-Thérèse Kerschbaumer, Hubert Fabian Kulterer, Robert Schindel, H. C. Artmann, Herbert J. Wimmer, Walter Pilar, Gerhard Kofler, Manfred Chobot und vielen mehr. Elf Jahre nach ihrem Tod zeigte die GAV eine Werkschau ihres fünfzigjährigen Schaffens im Rahmen einer Veranstaltung zum 80. Geburtstag des Künstlerpaares. Ein Jahr darauf wurde die Serie im Rahmen der Aktion „Säulen der Erinnerung“ 2017 in Wien-Ottakring plakatiert.
Eva-Maria Geisler starb am 12. Juni 2005 in Wien. In ihrem Buch 7 Leben veröffentlichte Ditha Brickwell 2010 eine biografische Novelle mit dem Titel Eva Maria: der Schrecken im Garten. Über das Leben von Eva-Maria Geisler.

## Familie
Geislers Bruder war der Altphilologe, Mitbegründer und Ehrenvorsitzende des als konservativ geltenden Bundes Freiheit der Wissenschaft, Hans Joachim Geisler. Aus der Ehe mit dem Architekten Albrecht Wagner stammen drei Kinder (* 1964, 1967 und 1969). Aus der zweiten Ehe mit dem Schriftsteller Gerald Bisinger (1936–1999) stammt der Sohn Johann August. Zuletzt war sie mit dem Schriftsteller Andreas Okopenko (1930–2010) liiert.

## Stil
Ihre frühen Arbeiten (ausgestellt im Kunstamt Wilmersdorf – Rathaus Wilmersdorf, Berlin 1961) – südliche Landschaften und Baumgruppen in Öl, Tempera und Pastell – beschrieb Heinz Ohff mit dem Satz: „Eva-Maria Geisler malt Italien.“ und befand: „Bunt, zwischen Primitivität und liebevoller, fast schon verliebter Bewußtheit wächst da Florenz im Tempera, Messina in Öl, Lipari im Pastell auf: hell, diesseitig, klar, mit jener Jugend-istTrunkenheit-ohne-Attitüde, die diese Bilder so sympathisch macht.“ Lucie Schauer beurteilte ihre Bilder als „im guten Sinne dekorativ“: Geisler fasse den „Gegenstand selbst als dekoratives Element im Bildganzen auf“.
Ihre großformatigen Bilder entstanden in der immer gleichen Technik Ölkreide auf Holz. Diese Arbeiten wurden anschließend hauchdünn lackiert, um die Vitalität der Farben zu erhalten.
Der Maler Matthias Koeppel, der Ende der 1960er Jahre Kunst- und Ausstellungskritiken in Berliner Tageszeitungen unter Pseudonym schrieb, beschrieb Geislers Stil damals als bunt und märchenhaft:

„Sie läßt sich von Kinderzeichnungen inspirieren und bewundert die unverbildete direkte Art, mit der ein Kind sich mit Buntstiften auszudrücken vermag. […] Sie verwendet außer Ölfarben am liebsten bunte Wachskreiden zum Malen. […] [Oft] zieht sie durch Berlin und porträtiert auf ihre sehr persönliche Weise alte Winkel und Fassaden. Was in Wirklichkeit grau und unansehnlich ist, verwandelt sich auf ihren Bildern in eine farbenprächtige Szenerie. Häuser, Bäume und Menschen werden zu zeichenhaften Ornamenten, die eine lieblich verzauberte Landschaft schmücken. […] Nichts erscheint kompliziert oder verschleiert. Alles harmoniert miteinander. Jedes Bild sieht aus, als ob es eine verträumte Geschichte […] erzählt – eben wie im Märchen. Ihre nächste Umgebung sieht aus wie ihre Bilder. [...] [Ihre bunt bemalte Wohnung sei] ein bißchen Pariser Flohmarkt en miniature. [Zwei Jahre war sie in Paris und] hat Charme und Liebenswürdigkeit dieser Stadt auf unverwechselbare Weise gemalt. In der Maison de France sind diese Bilder gerade ausgestellt.“

Zu ihren bevorzugten Motiven gehörten irreale, verträumte Puppenwelten, in denen die Künstlerin oft selbst auftrat. Im krassen Gegensatz dazu widmete sie sich aktuellen politischen Themen. Beispielsweise stellte sie im „1. Mai-Salon 1981 – Frieden Abrüstung“ im Haus am Lützowplatz das Porträt ihres Schwiegervaters Admiral Gerhard Wagner aus, der die Teilkapitulation der Wehrmacht für Nordwestdeutschland, Dänemark und die Niederlande am 4. Mai 1945 vereinbarte. Als Auftragsarbeiten malte sie überlebensgroße Porträts, die sie eigenwillig gestaltete und damit nicht immer den Erwartungen des Auftraggebers nach fotorealistischen Konterfeis entsprach, sodass sie zurückgewiesen wurden.
Italien blieb sie zusammen mit ihrem Ehemann auch weiter verbunden:
Noch leb ich noch seh ich noch schreib ich

und trinke Café Sambuca und Wasser jetzt

hier in Orvieto es regnet im Jänner ein Schlück-

chen Café ich habe getrunken gelesen ich sehe

mich um soeben habe vergeblich nach Rom ich zu

telefonieren versucht jetzt schreib ich das auf

und denk an die vorige Nacht halb schlaflos

war ich gestört durch den künstlichen Mond das

erleuchtete Zifferblatt dieser Uhr vor dem Torre

del Moro knapp vor dem Fenster gespiegelt das

Licht aus der Ritze der Läden im Spiegel am

Schrank und ich dachte dann schlaflos an

Theorien der Literatur in der Nacht in Orvieto.

[...]

und trinke Café nen Schluck Wasser seh Menschen

da vorne mit Regenschirmen direkt vor der

Bar auf der Straße sie gehen sie leben sie sehen

sich um ich sitz hier und schreib ein paar Zeilen

dieses Gedicht Spur meines Lebens so wie andere Ge-

dichte ich erwarte die Dämmerung um Eva-Maria

abzuholen aus dem Hotel wo sie zeichnet dann gehen

Wir essen
(Ausschnitt aus Gerald Bisinger: Das Leben und die Dichtung)
Gerhard Jaschke schrieb im Katalog zur Ausstellung 25 Portraits von Dichterinnen und Dichtern der GAV, in dem neben dem jeweiligen Porträt ein literarisches Erzeugnis des Porträtierten abgedruckt ist, Geisler sei in ihrem ganzen Schaffen über Jahrzehnte bei einer erkennbar autonomen Zeichensetzung und einem eigenen Duktus geblieben, der sich der Anpassung an jede Strömung der Kunst konsequent und zum Preis leichterer Vermarktbarkeit ihrer Bilder verweigerte. Bei ihren Porträts beschäftige sie sich nicht nur mit der Physiognomie, sondern auch mit den Werken und spezifischen Merkmalen der Porträtierten. Sie lasse alle nach links blicken: Auf günstige Seiten der Physiognomie der Porträtierten lege sie keinen großen Wert, werfe dafür aber Fragen auf und erzeuge einen eigenen Charme. Die Porträts wirkten gleichzeitig auch als Aufruf, sich mit den Werken der Porträtierten auseinanderzusetzen.
Ich bin der einzige Laubfrosch von allen,

der lieber Laub frißt als blaue Korallen,

Korallen so blau

mag ich nur zu Kakao

und nur, wenn sie feierlich knallen.

Ich bin die einzige Hummel von allen,

[...]

Ich bin der einzige Dichter von allen,

dem Okopenko-Gedichte gefallen,

Wie lang, wenn ich denk,

daß ich schon okopenk,

da kann ich nur ehrfürchtig lallen.
(Ausschnitt aus Andreas Okopenko: Sonderstellung. In: Warum sind die Latrinen so traurig? (1969))

## Ausstellungen (Auswahl)

### Beteiligungen
Seit 1958 war Geisler an zahlreichen Ausstellungen beteiligt, vor allem in Berlin und Wien.
- 1961 Große Berliner Kunstausstellung[30]
- 1966 Große Berliner Kunstausstellung[31]
- 1972–84: Alljährliche Beteiligung am 1. Mai-Salon, Haus am Lützowplatz, Berlin[32]
- Seit 1971 regelmäßige Teilnahme an der Freien Berliner Kunstausstellung[3]
- 1981: Technische Universität Berlin: Von der Residenzstadt zur Industriemetropole
- 1989–92: Alljährliche Beteiligung an der Fluxusausstellung im Fluxeum Wiesbaden[33][34]
- 1990 Albertinum Dresden und Deichtorhallen Hamburg: Ausgebürgert. Künstler aus der DDR und aus dem Sowjetischen Sektor Berlins[15]
- 2008 Kulturzentrum bei den Minoriten, Graz[35]

### Einzelausstellungen
- 1966: Maison de France, Berlin
- 1968: galerie europa, Berlin
- 1977: Galerie Chobot, Wien
- 1980: Galerie M. J. Wewerka, Berlin
- 1988: Literaturhaus Berlin
- 1988: Galerie Hartmann, Wien
- 1988: Atelier 96, Wien
- 1992: Magyar Írószövetség („Ungarischer Schriftstellerverband“), Budapest
- 1994: Pressehaus, Wien
- 1996/97: Literarisches Quartier/Alte Schmiede, Wien
- 2005: Literaturhaus Wien: Eva-Maria Geisler Porträts von Mitgliedern der Grazer Autorinnen Autoren Versammlung[36]
- 2016: Kunsttankstelle Ottakring, Wien: Werkschau Zum 80er von Eva-Maria Geisler & Gerald Bisinger[37]
- 2017 Sammlung Dichter, Wien: Säulen der Erinnerung: Eva-Maria Geisler[38]

## Illustrationen/Offset-Lithografien
- mit Gerald Bisinger: Poema ex ponto II : und andere Gedichte. Atelier-Handpresse, Berlin 1978
- mit Gerald Bisinger: Poema ex ponto III. Atelier-Handpresse, Berlin 1982
- mit Gerald Bisinger: Ein Stück Natur. Atelier-Handpresse, Berlin 1983
- mit Gerald Bisinger: Was erwart ich mir sonst oder Selbstverständliches Manifest der Postmoderne. Atelier-Handpresse, Berlin 1984
- mit Gerald Bisinger: Le poème du lac Léman. Das Gedicht vom Genfer See. Berlin, Atelier-Handpresse 1988
- mit Gerald Bisinger: Realität fasst mich an: über Dichtung und Dichter: ausgewählte Gedichte aus den 70er Jahren. Herbstpresse, Wien 1993
- Beitrag in: Gerald Grassl (Hrsg.): Zum Schwarzen Mohren - Spittelberger Lieder. Vido - Verein zur Information d. Öffentlichkeit zu Kunst, Wiss. u. Kulturpolitik, Wien 1994
- als Herausgeberin: Eva-Maria Geisler (Hrsg.): Für Gerald Bisinger. Rosenblätter auf Rauhreif. Klaus G. Renner, München 1986, ISBN 3-921499-89-5.